# Saint-Romain-sous-Gourdon
Saint-Romain-sous-Gourdon è un comune francese di 530 abitanti situato nel dipartimento della Saona e Loira nella regione della Borgogna-Franca Contea.

## Società

### Evoluzione demografica
Abitanti censiti